# Ендрю Тейлор
Ендрю Тейлор (англ. Andrew Taylor) — британський письменник, найбільш відомий своїми детективними та історичними романами, серед яких серія про Лідмут, трилогія Рота та такі бестселери як «Американський хлопчик» і «Попіл Лондона». Письменник отримав «Діамантовий кинджал», головну британську літературну премію за написання кримінальних творів.

## Біографія
Ендрю Тейлор виріс у Східній Англії. Він вивчав англійську мову в коледжі Еммануеля, Кембридж, і отримав ступінь магістра бібліотечної, архівної та інформаційної науки в Університетському коледжі Лондона.
Його перший роман "Каролінський найменший" (Caroline Minuscule) (1982), отримав премію Новий закривавлений кинджал Асоціації письменників детективного жанру Великої Британії. Він єдиний автор, який тричі отримував нагороду «Історичний кинджал» за «Офіс мертвих», «Американський хлопчик» і «Запах смерті». У 2009 році отримав шведську премію Мартіна Бека. У 1995 році його прийнято до Детективного клубу.
«Американський хлопчик», готична загадка, пов'язана з дитинством Едгара Аллана По в Англії, була однією з десяти книг, представлених у «Книжковому клубі Річарда та Джуді» 4-му каналі у 2005 році, а також обрана до десяти найкращих кримінальних романів десятиліття за версією The Times.
Трилогія Рота була показана на ITV у березні 2007 року. Це трисерійний драматичний серіал під назвою «Падший ангел». Серіал транслювався три ночі поспіль, починаючи з 11 березня 2007 року.
Його історичні детективні романи досліджують різні історичні епохи: «Площа кровоточивого серця», дія якої відбувається в 1930-х роках, переважно в Лондоні (2008); «Анатомія привидів» (2010), дія якого відбувається в Кембриджі XVIII століття; «Запах смерті», дія якого відбувається у британському Нью-Йорку, 1778—1780 років; і його продовження «Тихий хлопець» (2014), під час Французької революції. Дія серіалу «Попіл Лондона» (2016) розгортається під час і відразу після Великої пожежі 1666 року. Це перший із серії романів, дія яких відбувається в період реставрації в Англії.
Видання в м'якій обкладинці було визнано трилером місяця за версією Waterstone протягом двох місяців поспіль до січня та лютого 2017 року та було бестселером номер один протягом восьми тижнів у чарті The Times/Waterstones. У 2018 році він опублікував продовження — «Вогняний двір», а третій із серії «Королівське зло» вийшов у березні 2019 року. Четвертий і п'ятий у серії — «Останній захисник» (2020) і «Королівська таємниця» (2021).
Він також написав ряд фантастичних новел про примар. Перші три були опубліковані у друкованій формі під назвою «Горюча готика».
Він публікує рецензії в кількох виданнях, зокрема в Spectator (рецензентом кримінальної літератури якого він був протягом десяти років) і The Times. Також пише оповідання та оглядові статті про кримінальну літературу. З 2003 року веде колонку Grub Street для The Author, журналу Товариства авторів. Викладає курс майстерності з художньої літератури.
Одружений, має двох дітей. Він і його сім'я багато років жили у Коулфорді в лісі Діна на кордоні Англії та Уельсу.

## Твори

### Романи з Джеймсом Морвудом і Кет Ловетт
- The Ashes of London (Попіл Лондона) (2016)
- The Fire Court (Пожежний суд) (2018)
- The King's Evil (Королівське зло) (2019)
- The Last Protector (Останній протектор) (2020)
- The Royal Secret (Королівська таємниця (2021)
- The Shadows of London (Тіні Лондона) (2023)

### Лідмауські кримінальні романи
- An Air That Kills (Повітря, яке вбиває) (1994)
- The Mortal Sickness (Смертельна хвороба) (1995)
- The Lover of the Grave (Любитель могили) (1997)
- The Suffocating Night (Задушлива ніч) (1998)
- Where Roses Fade (Де в'януть троянди) (2000)
- Death's Own Door (Власні двері смерті) (2001)
- Call the Dying (Покличте вмираючих) (2004)
- Naked to the Hangman (Оголився перед катом) (2006)

### Твори з Джимом Бержераком, написані під псевдонімом Ендрю Севілл
- Bergerac: Crimes of the Season (Бержерак: Злочини сезону) (1985) (збірка оповідань)
- Bergerac and the Fatal Weakness (Бержерак і фатальна слабкість) (1988)
- Bergerac and the Traitor's Child (Бержерак і дитина зрадника) (1988)
- Bergerac and the Jersey Rose (Бержерак і роза Джерсі) (1988)
- Bergerac and the Moving Fever (Бержерак і переміжна гарячка) (1988)

### Серія романів з Вільямом Дугалом
- Caroline Minuscule (Каролінський мінускул) (1982) (отримав премію Золотий кинджал)
- Waiting for the End of the World  (В очікуванні кінця світу) (1984)
- Our Fathers' Lies (Брехня наших батьків) (1985)
- An Old School Tie (Стара шкільна краватка) (1986)
- Freelance Death (Позаштатна смерть) (1987)
- Blood Relation (Кровне споріднення) (1990)
- The Sleeping Policeman (Сплячий поліцейський) (1992)
- Odd Man Out (Дивна людина) (1993)

### Романи Блейна
- The Second Midnight (Друга північ) (1987)
- Blacklist (Чорний список) (1988)
- Toyshop (Магазин іграшок) (1990)

### Інші твори
- Caroline Minuscule (Каролінський найменшій) (1982) (отримав премію "Новий закривавлений кинджал")
- Waiting for the End of the World (Очікуючи кінець світу) (1984)
- Our Father's Lies (Брехня нашого батька) (1985)
- An Old School Tie (Стара шкільна краватка) (1986)
- Freelance Death (Позаштатна смерть) (1987)
- The Second Midnight (Друга опівніч) (1987)
- Blood Relations (Кровне споріднення) (1990)
- Toyshop (Магазин іграшок) (1990)
- The Raven on the Water (Ворон на воді) (1991)
- The Sleeping Policeman (Поліцейський, який спить) (1992)
- Odd Man Out (Дивна людина) (1993)
- The Barred Window (Заґратоване вікно) (1993)
- The American Boy (Американський хлопчик) (2003) (отримав премію Елліс Пітерс)
- An Unpardonable Crime (Непробачний злочин) (2004)
- A Stain on the Silence (Пляма на мовчанні) (2006)
- Fireside Gothic (Камінна готика) (2016) (збірка новел)

### Трилогія Рота
- The Four Last Things (Чотири останні речі) (1997)
- The Judgement of Strangers (Суд над чужинцями) (1998)
- The Office of the Dead (Офіс мертвих) (2000) (отримав премію Елліс Пітерс)

### Дитячі твори
- Hairline Cracks (Волосяні тріщини) (1988)
- Private Nose (Приватний ніс) (1989)
- Snapshot (Знімок) (1989)
- Double Exposure (Подвійна експозиція) (1990)
- Negative Image (Негативне зображення) (1992)
- The Invader (Загарбник) (1994)